# Вичулкі (Лосицький повіт)
Вичулкі (пол. Wyczółki) — село в Польщі, у гміні Ольшанка Лосицького повіту Мазовецького воєводства.
Населення — 137 осіб (2011).

## Демографія
Демографічна структура станом на 31 березня 2011 року:
|          | Загалом | Допрацездатний вік | Працездатний вік | Постпрацездатний вік |
| -------- | ------- | ------------------ | ---------------- | -------------------- |
| Чоловіки | 73      | 12                 | 48               | 13                   |
| Жінки    | 64      | 10                 | 38               | 16                   |
| Разом    | 137     | 22                 | 86               | 29                   |